# 88e méridien est
En géographie, le 88e méridien est est le méridien joignant les points de la surface de la Terre dont la longitude est égale à 88° est.

## Géographie

### Dimensions
Comme tous les autres méridiens, la longueur du 88e méridien correspond à une demi-circonférence terrestre, soit 20 003,932 km. Au niveau de l'équateur, il est distant du méridien de Greenwich de 9 796 km,.
Avec le 92e méridien ouest, il forme un grand cercle passant par les pôles géographiques terrestres.

### Régions traversées
En commençant par le pôle Nord et descendant vers le sud au pôle Sud, Le 88e méridien est passe à travers:
| Coordonnées          | Pays, territoire ou mer | Notes |
| -------------------- | ----------------------- | --- |
| 90° 00′ N, 88° 00′ E | Océan Arctique          | |
| 81° 08′ N, 88° 00′ E | Mer de Kara             | |
| 75° 38′ N, 88° 00′ E | Russie                  | Kraï de Krasnoïarsk — Îles Ringnes (en) |
| 75° 37′ N, 88° 00′ E | Mer de Kara             | |
| 75° 07′ N, 88° 00′ E | Russie                  | Kraï de Krasnoïarsk Oblast de Tomsk — à partir de 59° 16′ N, 88° 00′ E Oblast de Kemerovo — à partir de 56° 39′ N, 88° 00′ E République de l'Altaï — à partir de 52° 31′ N, 88° 00′ E Khakassie — à partir de 51° 58′ N, 88° 00′ E République de l'Altaï — à partir de 51° 45′ N, 88° 00′ E Khakassie — à partir de 51° 35′ N, 88° 00′ E République de l'Altaï — à partir de 51° 28′ N, 88° 00′ E |
| 49° 13′ N, 88° 00′ E | Mongolie                | |
| 48° 46′ N, 88° 00′ E | Chine                   | Xinjiang - sur environ 15 km |
| 48° 37′ N, 88° 00′ E | Mongolie                | Sur environ 6 km |
| 48° 34′ N, 88° 00′ E | Chine                   | Xinjiang Tibet — à partir de 36° 26′ N, 88° 00′ E |
| 27° 55′ N, 88° 00′ E | Népal                   | |
| 27° 10′ N, 88° 00′ E | Inde                    | Bengale Occidental - sur environ 6 km |
| 27° 06′ N, 88° 00′ E | Népal                   | |
| 26° 22′ N, 88° 00′ E | Inde                    | Bihar Bengale Occidental — à partir de 26° 08′ N, 88° 00′ E Bihar — à partir de 25° 43′ N, 88° 00′ E Bengale Occidental — à partir de 25° 30′ N, 88° 00′ E |
| 21° 53′ N, 88° 00′ E | Océan Indien            | |
| 60° 00′ S, 88° 00′ E | Océan Austral           | |
| 66° 00′ S, 88° 00′ E | Antarctique             | Territoire antarctique australien revendiqué par Australie |